# Djokoiskandarus annulata
Djokoiskandarus annulata – gatunek węża z rodziny Homalopsidae.

## Zasięg występowania
D. annulata występuje w Indonezji (Yos Sudarso, Irian Zachodni) oraz południowo-zachodniej Papui-Nowej Gwinei.

## Taksonomia
Gatunek po raz pierwszy opisał w 1926 roku holenderski herpetolog Jan Kornelis de Jong, nadając mu nazwę Cantoria annulata. Jako miejsce typowe odłowu holotypu de Jong wskazał Prins Frederik Hendrik Island (obecnie Yos Sudarso), w zachodniej Nowej Gwinei. Jedyny przedstawiciel rodzaju Djokoiskandarus opisanego w 2011 roku przez amerykańskiego zoologa Johna C. Murphy’ego. 

### Etymologia
- Djokoiskandarus: Djoko Tjahjono Iskandar (ur. 1950), indonezyjski zoolog[2].
- annulata: łac. anulatus lub annulatus „ozdobiony pierścieniem”, od anulus „pierścień”, sygnet”[7].

## Morfologia
Długość ciała czterech samic wynosiła 277–548 mm, jednego samca 578 mm.